# ヴェイパー

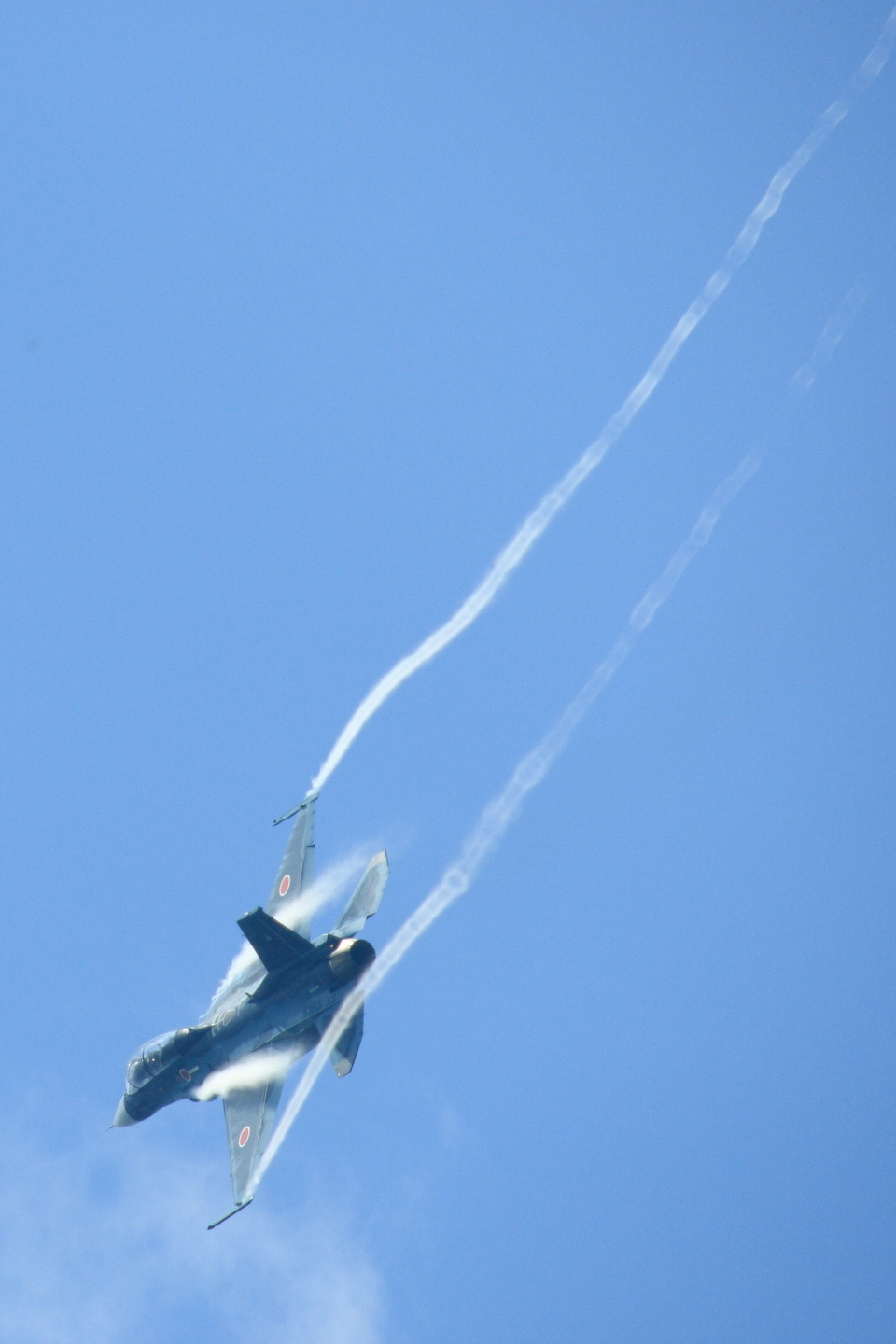
このような飛行機雲がヴェイパーと呼ばれることがある(画像の機体はF-2B)

ヴェイパー(Vapour、Vapor)（ベイパー、ベーパー）は蒸気を意味する英単語であるが、日本国内ではしばしば航空機周辺の減圧によって発生する飛行機雲を指す言葉として用いられる。
英語圏で飛行機雲を「Vapour」の一単語で表現することはなく「Vapour trail」などと書かれ、また減圧によって発生するものに限定することもない。
学術的な定義がないため、その意図するところは書き手の都合によって変化するが、多くの場合は翼周辺の減圧によって発生する飛行機雲を指し、排気中の物質により発生する雲とは区別される。